# Correlophus belepensis
Correlophus belepensis es una especie de gecko del género Correlophus, perteneciente a la familia Diplodactylidae. Fue descrita científicamente por Bauer, Whitaker, Sadlier & Jackman en 2012.

## Distribución
Se encuentra en Nueva Caledonia (Islas Belep).